# 奇科什特特什
奇科什特特什，是匈牙利托尔瑙州所辖的一个村，总面积17.70平方公里，总人口881，人口密度49.8人/平方公里（2011年1月1日）。